# Club de Fútbol Indios
Para el equipo de béisbol, véase Indios de Ciudad Juárez (béisbol).
Para el equipo de baloncesto, véase Indios de Ciudad Juárez (baloncesto).
Para el equipo de Segunda División, véase Indios de la UACJ.
El Club de Fútbol Indios, también conocido como los Indios de Ciudad Juárez, fue un equipo de fútbol mexicano originario de la Ciudad Juárez en Chihuahua que participaba en la Primera División de México. El equipo fue creado el 8 de abril del 2005 ante la mudanza del equipo Pachuca Juniors para el Torneo de Apertura 2005, optando finalmente por el nombre "Indios de Ciudad Juárez". 
Inicialmente, fue filial del Pachuca de la Primera División de México. Sin embargo, al finalizar el Torneo de Clausura 2008 de la Primera División 'A' de México, obtuvo su plaza en la Primera División de México, desligándose completamente de la directiva tuza. Con su ascenso, por segunda vez en la historia de Ciudad Juárez se tuvo el futbol en el máximo circuito (la primera ocasión fue cuando ascendió Cobras de Ciudad Juárez en 1988). 
Luego de cuatro torneos en Primera División, en la jornada 12 del Torneo Bicentenario 2010, los Indios perdieron su plaza de Primera División de México al perder por marcador 3-0 ante el Atlante FC con lo que regresó a la Primera División 'A' de México. En esta división, desaparecería definitivamente en el 31 de diciembre de 2011 luego de adeudas y problemas financieros.

## Historia
Ciudad Juárez tuvo varios equipos en los últimos tiempos pero ninguno logró mayor continuidad. En los últimos años se asentaron allí otras franquicias (alguna de ellas con el mismo nombre que la actual) entre las que se destacan las Cobras. 
La historia de los Indios comienza el 8 de abril de 2005, cuando un grupo empresario liderado por el Ingeniero Francisco Ibarra, compra la franquicia del Pachuca Juniors y la traslada a Ciudad Juárez. 
En el 2006, estuvo cerca de lograr el ascenso, al disputar la final del Torneo Clausura 2006 con Querétaro, que posteriormente ascendió a la categoría de privilegio al vencer la final de la temporada. En el Torneo Apertura 2007, nuevamente el Club de Fútbol Indios llegaría a disputar una final más al enfrentarse ahora a su rival, Dorados de Sinaloa, que llevaría a los juarenses a la gloria, al haber triunfado con marcador global de (7-0). El primer juego se disputó en Ciudad Juárez en el Estadio Olímpico Benito Juárez, donde ganaría 3-0, y en Culiacán Sinaloa en el Estadio Banorte, 4-0, coronándose como monarca de la Primera A. En 2008 el equipo ascendió al ganar la final de ascenso contra el Club León por marcador global de 3-2. 

### ¿Cómo nació Indios?
Se anunció que se adquiriría un nuevo equipo de Liga de Ascenso de México fuera de todas filiales siendo un equipo 100% Juarense como se manejó en aquellos tiempos.
Pasaron los meses y el proyecto tomaba forma. El equipo de Ciudad Juárez se llamaría el Pachuca Juniors, pero se lanzó la convocatoria a nivel local, en una cadena televisiva de la región, para que se escogiera el nombre del nuevo club. El nombre de "Indios" se destacó" generando aprobación en el público, por lo cual apoyaron la directiva; el nombre de Indios no era desconocido en Ciudad Juárez ya que se cuenta con equipo de béisbol, baloncesto, etc.
Tiempo después se lanzó otra convocatoria por el mismo medio televisivo del cual se destacó un logotipo que consistía en un balón con una "Koyera", representativo de los tarahumara en el estado de Chihuahua. Fue así como el proyecto se convertiría en toda una realidad desatándose una gran aceptación de la afición por tener nuevamente equipo de fútbol.

### Ascenso
En el torneo Apertura 2007 logra el campeonato de la Liga de Ascenso de México al ganar al equipo Dorados de Sinaloa con un marcador global de 7-0 (3-0 en el partido de ida en Ciudad Juárez, Chihuahua y 0-4 en el partido de vuelta en Culiacán, Sinaloa). Los jugadores llegaron a Cd. Juárez saludando a la gente y felices de haber obtenido el medio boleto al máximo circuito. En el partido por el ascenso enfrentando el equipo León, vence con un marcador global de 3-2 llegando así, por primera vez en su historia, a la Primera división mexicana.

### Camino en Primera División
Una vez en Primera división mexicana contrataron a Cirilo Saucedo, Manuel Pérez, Sindey Balderas y el Argentino Ezequiel Maggiolo. En las primeras cuatro jornadas no tuvo éxito ya que en los cuatro juegos fueron derrotados. El primer partido ganó Tecos por la mínima diferencia de 1-0, el segundo partido ganó Monterrey 2-0 con un autogol del jugador de Indios Gilberto Martínez, el tercer partido lo perdió 3-2 con Necaxa y el cuarto partido lo perdió con Santos 3-0, lo que provocó el despido del técnico Sergio Orduña Carrillo. Después de dos días dan a conocer a Héctor Hugo Eugui como nuevo Director Técnico del cuadro de Indios. Como nuevo entrenador del Club Indios, Eugui ya contaba con jugadores como Javier Malagueño y Cirilo Saucedo (jugador que ya había jugado por dorados de Sinaloa en la apertura 2005 y clausura 2006) por lo que enfrentó al Toluca de local y consiguió un cerrado marcador de 1-1 por lo que le dio a Indios su primer punto como local.
En la jornada doble del torneo, Indios necesitaba ganar los dos partidos, y lo consiguió ganando a Monarcas entre semana por 0-1 de visitante con autogol de Mauricio Romero, y el sábado le ganó a su hermano mayor al Pachuca. En el primer tiempo ganaba Pachuca, con gol de Christian Correa 3-0 ganando Pachuca. 
Posteriormente continuaron con una temporada considerada por los expertos como regular dadas las aspiraciones del club en las cuales la prioridad es evitar el descenso y seguir brindándole alegría a la gente de Ciudad Juárez. En las jornadas posteriores no hicieron valer su calidad de local dejando ir puntos importantes en las derrotas en contra de San Luis 2-3 partido en el cual empezaron ganando 2 - 0 en los primeros 10 minutos del encuentro y en contra del Atlas de Guadalajara contra quienes cayeron por marcador de 2-4, cabe señalar que tuvieron actuaciones importantes de visita 0-1 a los Tigres de la UANL, 1-1 contra el equipo de la UNAM, cerrando con victorias en casa contra el rival directo en el tema del descenso Puebla y Cruz Azul 1-0.

### Otro año en Primera División
En el Torneo Clausura 2009, después de un buen inicio venciendo a Tecos a domicilio (1-2), el equipo de Indios acumuló tres empates contra Monterrey (1-1), Necaxa (2-2) y Santos (0-0), para luego ser derrotados por Deportivo Toluca 1-0 en el Estadio Nemesio Díez. La siguiente jornada Indios como local venció a Morelia por 2-0, pero luego entró en una mala racha de resultados con 5 empates y 3 derrotas, sin ninguna victoria. Esto comprometía seriamente la permanencia del equipo en la Primera División de México, pero en las últimas tres jornadas el equipo mejoró notablemente y logró tres victorias seguidas derrotando como visitante a Puebla (0-2) y a Cruz Azul (0-1), con un dramático gol al final del partido anotado por Javier Saavedra, asegurando así en la jornada 16 del torneo su permanencia en el máximo circuito del fútbol. 
En la última fecha consiguieron lo que pocos creían posible: con una acumulación de resultados favorables en otros partidos, el Club de Fútbol Indios debía ganar por diferencia de 2 goles en su partido, lo hizo y consiguió su primer pase a la Liguilla venciendo de manera impresionante a las Chivas del Guadalajara por un marcador de 3-1. Así, la tribu logró su objetivo de permanecer un año más en Primera división mexicana y sorprendió entrando de último momento a la Liguilla, dejando fuera a equipos grandes como Club América y Chivas del Guadalajara.

### Liguilla 2009
Indios se clasificó a la liguilla de manera sorpresiva, en los cuartos de final se enfrentó al campeón Deportivo Toluca, equipo al que derrotó en el juego de ida en un abarrotado Estadio Olímpico Benito Juárez con marcador de 1-0. Todo se definió en el partido de vuelta tres días después en el Estadio Nemesio Díez donde los fronterizos demostraron un gran juego defensivo y con un marcador final de empate a ceros pero con un global a favor de 1-0 Indios de Ciudad Juárez estaba en las semifinales del fútbol mexicano. En esta fase se debió enfrentar al equipo del cual fue su filial: el Club de Fútbol Pachuca, en el juego de ida en el Benito Juárez los hidalguenses fueron los vencedores con un 0-2 que parecía sepultar las esperanzas de una final para los Indios, sin embargo, el partido de vuelta en el Estadio Hidalgo los norteños mostraron un juego aguerrido y ganaron 2-3 que sumado a un global desfavorable de 4-3 no fue suficiente para su calificación a la gran final. Así terminó su buena participación en el Clausura 2009 donde sorprendieron al salvarse del descenso y lograr el pase a una liguilla.

### Apertura 2009
Indios rompió récord al no ganar ningún partido en el Apertura 2009, ante esto la directiva decidió destituir a Héctor Hugo Eugui. Regresó a la tabla del descenso, el conjunto de Chihuahua pretendía destruir su racha negativa en la última jornada, pero a pesar de los esfuerzos sólo se consiguió un empate a uno contra el Club Universidad Nacional.

### Torneo Bicentenario 2010
Indios descendió matemáticamente el 27 de marzo del 2010, luego de perder 3-0 ante Atlante. A falta de 5 jornadas del torneo, Indios fue descendido a la Liga de Ascenso de México. Pero logró despedirse de manera digna del máximo circuito al derrotar 2-0 a los Pumas de la UNAM.

### Apertura 2010 (Liga de Ascenso)
Una vez descendido el equipo comenzaría otra vez la lucha por ascender al máximo circuito, quedándose con jugadores que estaban en Primera División de México como Humberto Hernández, Juan De la Barrera, Gilberto Martínez, Tomás Campos, Joaquín Andrade, Daniel Galván, Arturo Echavarría, Juan Ramón Cuberlo, Eliott Huitron, Julio Frías, Daniel Campos, Sergio Orduña; y contratando a jugadores de muy buen nivel como José Antonio Patlan que venía de jugar con los Leones Negros pero con experiencia de haber jugado en el Chivas del Guadalajara y Santos, Braulio Godinez un viejo conocido que venía de Pachuca, Francisco Mendoza que un torneo anterior había jugado con el equipo de Tijuana y antes con Jaguares, Chivas del Guadalajara y Chivas USA, Óscar Rojas un jugador internacional que pasó muchos torneos en Jaguares y Monarcas. La contratación bomba del delantero Eduardo Lilingston que marcaría en este torneo 9 goles, el regreso del Che Gómez un viejo y querido conocido, Danilo de Oliveira, Edwin Hernández que después de haber sido prestado al San Luis regresaría al equipo que lo vio nacer, un Eduardo Cisneros, un portero Ecuatoriano "Carlos Moran", Alejandro González, Alonso Jiménez, el delantero charrúa Mauro Vila que había sido de gran importancia para que Querétaro se quedara en Primera División de México.
Con estos elementos el equipo de Indios logró muchas victorias muy cardíacas, ya que siempre iba perdiendo por diferencia de dos o hasta tres goles pero el equipo sacaba garra, remontaba y se quedaba con la victoria, en todas las líneas el equipo estaba bien reforzado, muchos opinaban que tenía mejor equipo que cuando estaba en Primera División de México y así lo constataron al quedar en segundo lugar de clasificación y así aseguraría su boleto a la fiesta grande del Apertura 2010 de la liga de Ascenso de México, donde fueron eliminados en la primera fase por el equipo ya desaparecido Albinegros de Orizaba.

### Desafiliación de Indios
Por no pagar salarios, Indios fue desafiliado para el Clausura 2012 de la Liga de Ascenso de México se jugó con 15 equipos. El director general deportivo de la Federación Mexicana de Fútbol, Enrique Bonilla, aseguró que el día 22 de diciembre del 2011 que el club Indios de Ciudad Juárez de la Liga de Ascenso de México corrió el riesgo de ser desafiliado, si la Directiva no salda las deudas que tiene con sus jugadores y el Cuerpo Técnico antes del arranque del Clausura 2012. “El Club Indios no ha cumplido con lo requerido de la Federación, no está al corriente en el aspecto económico”, indicó el federativo en conferencia de prensa. La situación se agravó luego de que los miembros de la Directiva del cuadro fronterizo no se presentaron en las instalaciones de la Federación Mexicana de Fútbol para tratar el asunto.“Sólo mandaron una carta donde reconocían su situación económica”, añadió el directivo, quien además dejó en claro que será la Asamblea General de la Federación Mexicana de Fútbol la que decidió si el equipo es desafiliado y, de ser así, el organismo abriría un periodo de tiempo extraordinario para que los futbolistas que resultarían desempleados puedan buscar cabida en otros equipos. “No se considera como un miembro desafiliado al Club Indios, pues sólo la Asamblea General puede determinar esta sanción. De ser desafiliados, la Liga se jugaría con 15 equipos”, finalizó, es así como Indios de Ciudad Juárez quedó desafiliado de la Liga de Ascenso de México.

### Renacimiento
En mayo de 2012, Francisco Javier Sánchez Carlos, rector de la Universidad Autónoma de Ciudad Juárez anunció la integración a la segunda división del fútbol mexicano del Club de Fútbol Indios de la UACJ. El cual volvió a desaparecer en 2016.

## Significado del logotipo
El logotipo muestra en esencia un balón de fútbol envuelto en una “Koyera” roja, la prenda más distintiva del pueblo Tarahumara en el estado de Chihuahua.

## Estadio
El equipo jugaba en el Estadio Olímpico Benito Juárez, propiedad de la Universidad Autónoma de Ciudad Juárez. El estadio fue construido en octubre de 1980, y deportivamente el 12 de mayo de 1981 con un juego de fútbol entre la Selección Mexicana y el Club Atlético de Madrid. Ha sido usado por diversos equipos profesionales que en distintos momentos estuvieron en la plaza. Tiene capacidad para 19,703 aficionados. Además de que el estadio tiene una buena vista, tiene villa olímpica. Su capacidad es grande para un equipo de segunda división. Actualmente éste estadio es de nuevo casa de un nuevo equipo de Primera División: el Fútbol Club Juárez.

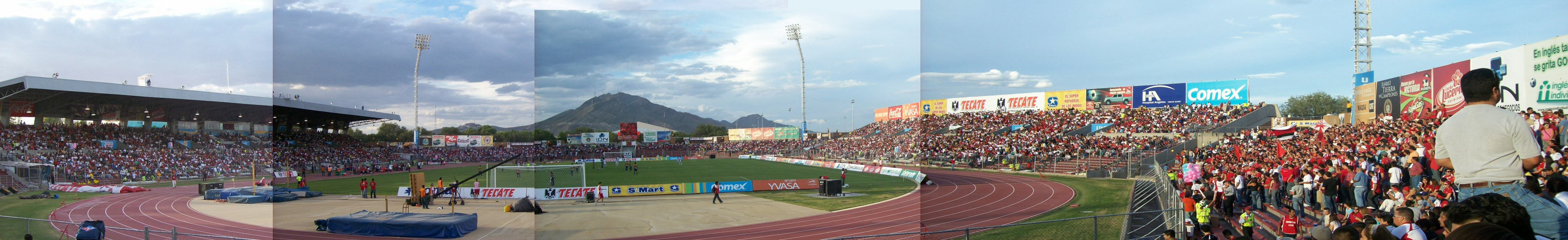
Vista panorámica del Estadio Olímpico Benito Juárez.

## Datos del club
- Temporadas en Primera División: 2 (4 torneos cortos)
- Temporadas en Liga de Ascenso: 3 y medio (9 torneos cortos)
- Mayor goleada conseguida: Indios 3-1 Chivas del Guadalajara; 10 de mayo del 2009.
- Mayor goleada encajada: Atlas 7-Indios 1; 17 de febrero del 2010.
- Mejor Puesto en la liga: 7º (Clausura 2009).
- Peor Puesto en la liga: 18º (Apertura 2009)

## Entrenadores
| - Primera División A - Luis Alfonso Sosa Cisneros (Apertura 2005 - Clausura 2007) - Sergio Orduña Carrillo (Apertura 2007 - Clausura 2008) - Liga de Ascenso - Gabino Amparán (Apertura 2010 - Clausura 2011) - César Vega Perrone (Apertura 2011) - Sergio Orduña Carrillo (Apertura 2011) - Primera División - Sergio Orduña Carrillo (Apertura 2008) - Héctor Hugo Eugui (Apertura 2008-Apertura 2009) - José Treviño (Apertura 2009- Bicentenario 2010) - Gabino Amparán (Bicentenario 2010) |

## Palmarés

### Torneos nacionales
- Primera División 'A' de México (1): Apertura 2007
- Campeón de Ascenso (1): 2007-2008.